# Иван Велинов
Иван Велинов Митов е български юрист, кандидат на юридическите науки.

## Биография
Роден е в с. Лисец, община Кюстендил. Членува в БКП от 1951 г. Завършва Юридическия факултет на Софийския университет (1956).
Съдия в Златоград (1957 – 1960). От 1960 г. е на научна работа в Софийския университет, където по късно завежда катедрата по гражданскоправни науки. Специализира в Берлин и Лайпциг. Старши съветник в Съвета по законодателство към Държавния съвет (1971 – 1973), началник на отдел „Правен“ на Министерския съвет (1973 – 1975). Заместник министър на правосъдието (1975 – 1976). Първи заместник министър на правосъдието (1975 – 1981).. Председател на Върховния съд на НРБ (1981 – 1990). Народен представител, председател на Съюза на юристите в България, главен редактор на сп. „Социалистическо право“ от 1978 г. Преподавател в ВТУ „Св. св. Кирил и Методий“ – гр. Велико Търново. Автор на монографии, студии и учебни помагала по гражданско право. Носител на орден „НРБ“, I степен.
Умира на 12 февруари 2018 г.